# بیل ریچاردسون (بازیکن فوتبال، زاده ۱۹۴۳)
بیل ریچاردسون (انگلیسی: Bill Richardson؛ زادهٔ ۲۵ اکتبر ۱۹۴۳) بازیکن فوتبال اهل بریتانیا است.
از باشگاه‌هایی که در آن بازی کرده‌است می‌توان به باشگاه فوتبال یورک سیتی، باشگاه فوتبال منزفیلد تاون، باشگاه فوتبال ساندرلند، و باشگاه فوتبال ساوت شیلدز اشاره کرد.